# Saint-Michel-de-Montaigne
Saint-Michel-de-Montaigne is een gemeente in het Franse departement Dordogne (regio Nouvelle-Aquitaine) en telt 335 inwoners (2004). De plaats maakt deel uit van het arrondissement Bergerac.

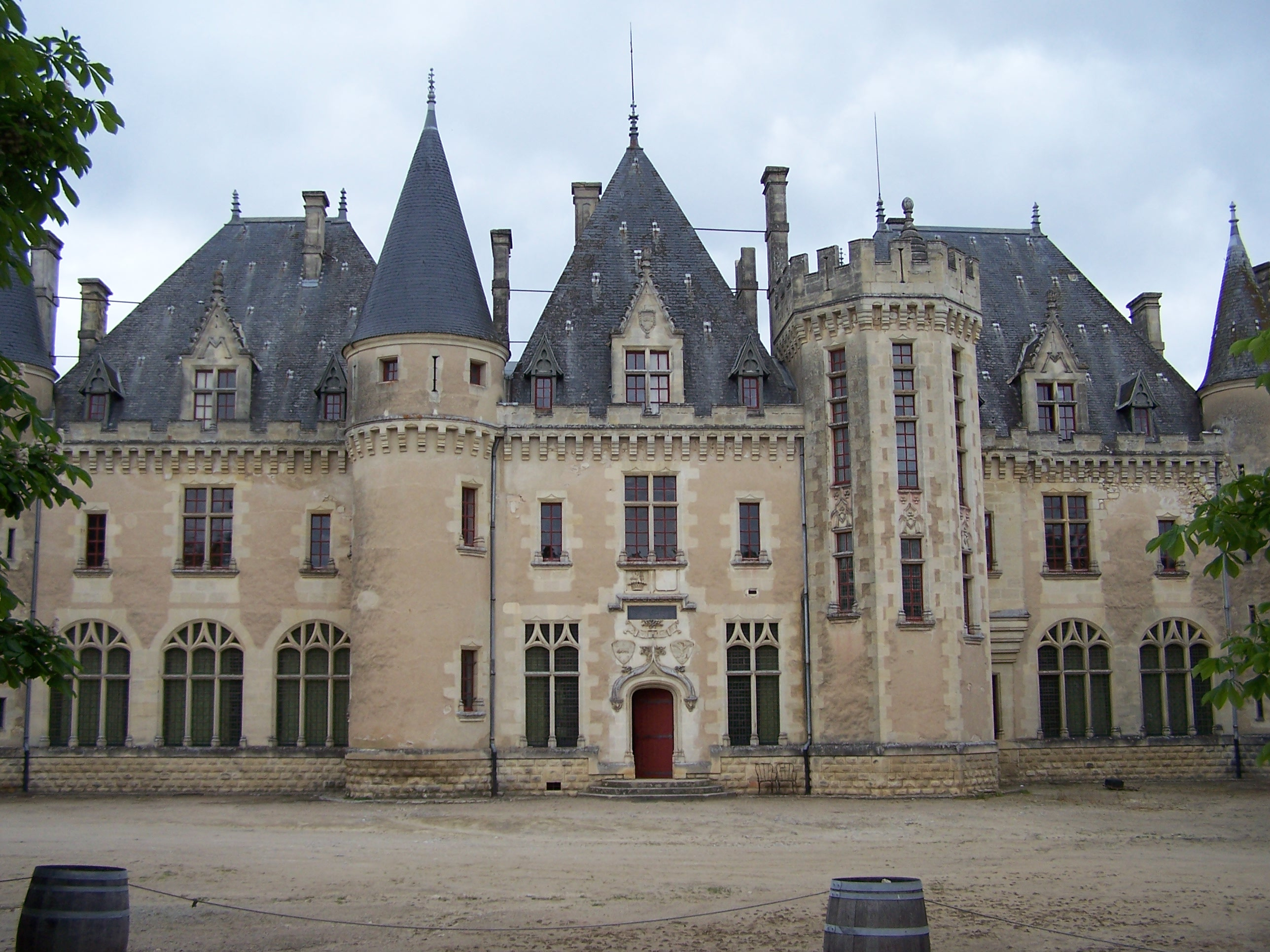
Het kasteel van Montaigne.

## Geografie
De oppervlakte van Saint-Michel-de-Montaigne bedraagt 9,1 km², de bevolkingsdichtheid is 36,8 inwoners per km².
Op het grondgebied van de gemeente staat het Château de Montaigne, waar eeuwenlang de humanistische heren van Montaigne hebben geresideerd. Bekendste telg van deze familie is Michel de Montaigne (1533-1592), bij leven onder andere burgemeester van Bordeaux en vooral bekend van zijn Essais. Hij heeft zich de laatste jaren van zijn leven in het familieslot teruggetrokken.
De onderstaande kaart toont de ligging van Saint-Michel-de-Montaigne met de belangrijkste infrastructuur en aangrenzende gemeenten.

## Demografie
Onderstaande figuur toont het verloop van het inwonertal (bron: INSEE-tellingen).

## Overleden
- Pierre Magne (1806-1879), Frans minister en senator